# Latastia longicaudata
Latastia longicaudata là một loài thằn lằn trong họ Lacertidae. Loài này được Reuss mô tả khoa học đầu tiên năm 1834.

## Hình ảnh

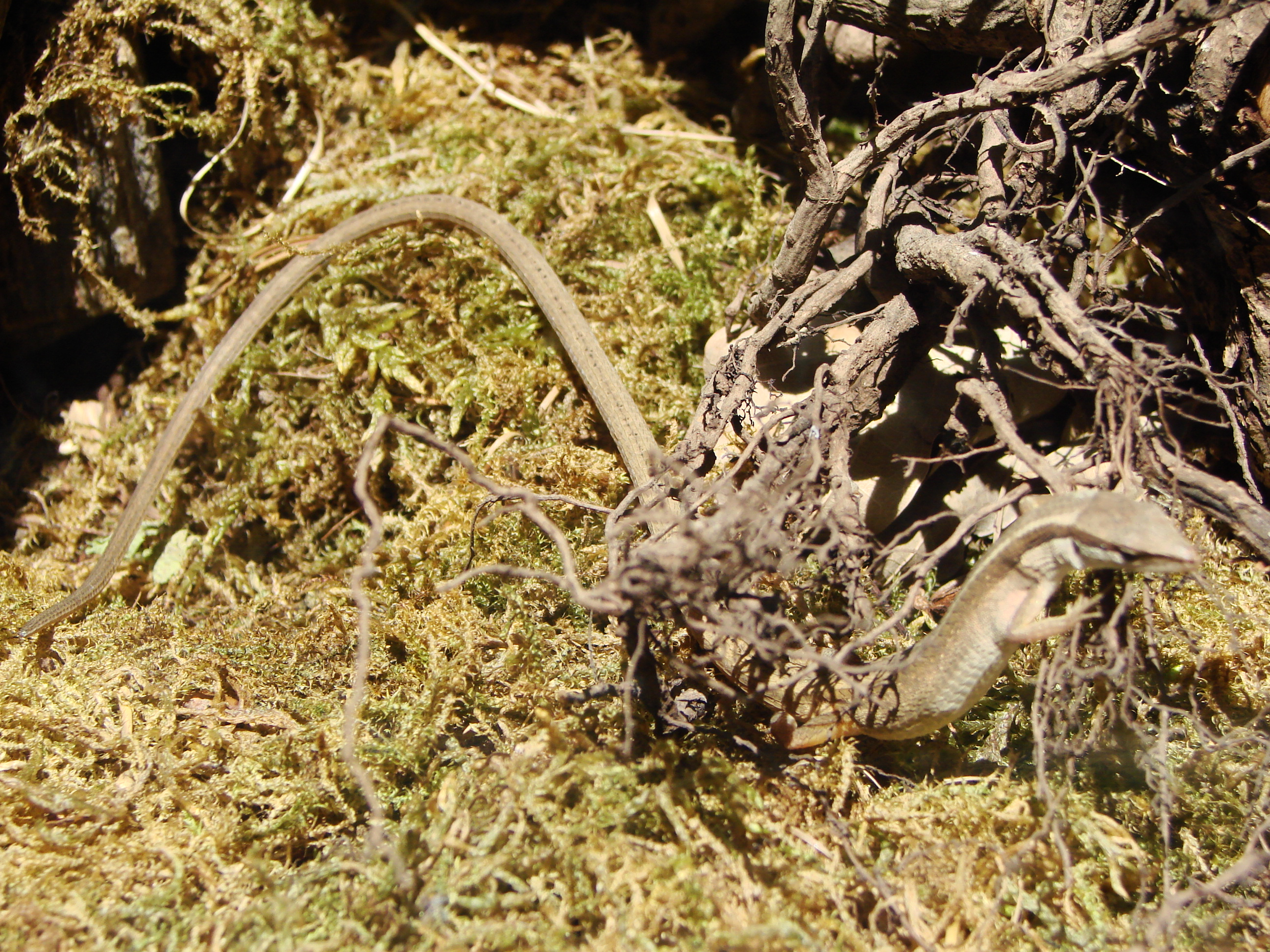
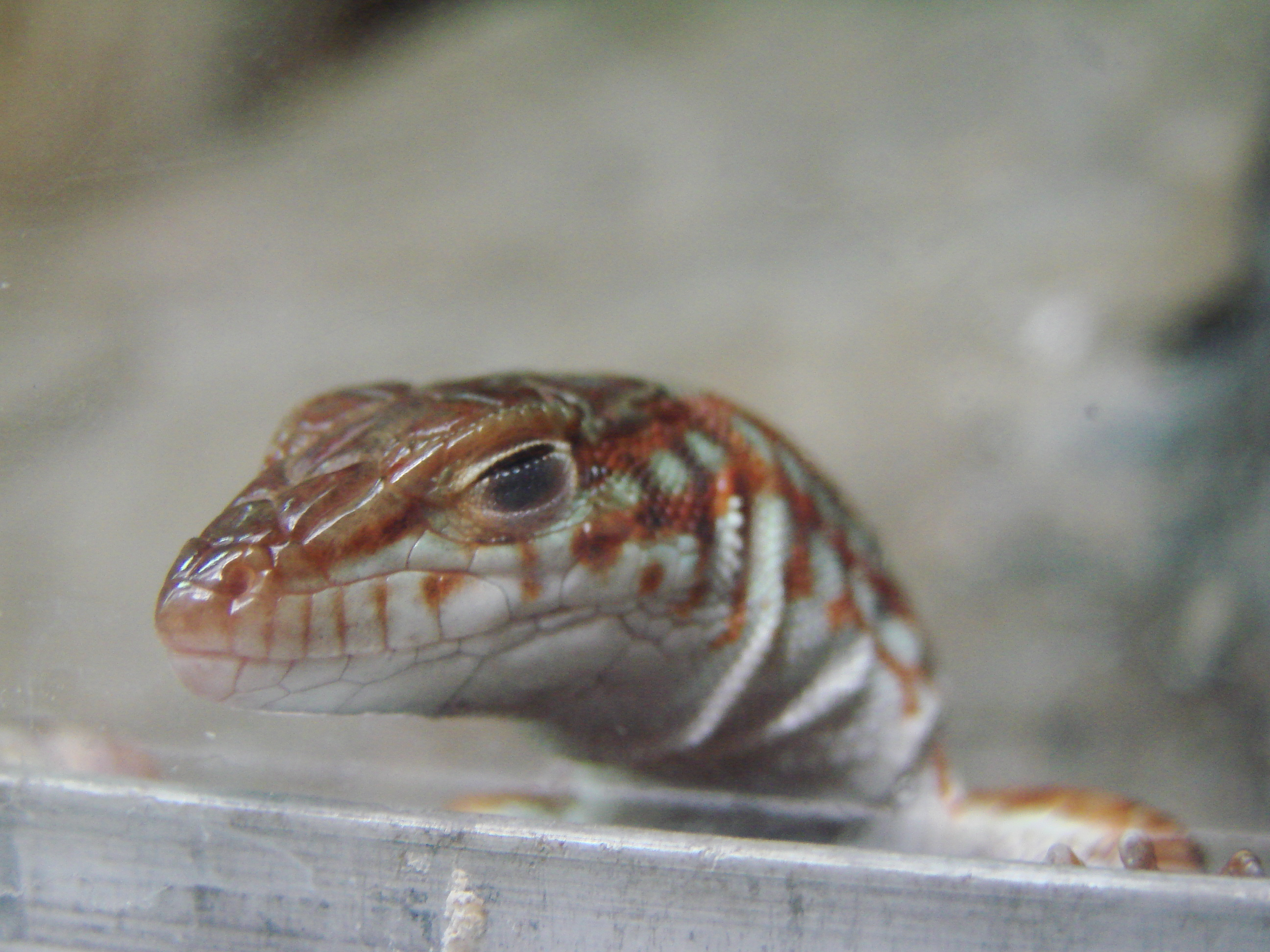